# Лайнъл Ричи
Лайнъл Брукман Ричи – младши (на английски: Lionel Brockman Richie Jr.) е американски певец, автор на песни, актьор и музикален продуцент. През 1968 година основава фънк и соул групата Комодорс, а със самостоятелна музикална кариера се занимава от 1982 година. Той е част от авторския състав, сътворил We Are the World с Майкъл Джексън, който се отличава с над 20-милионни продажби. Има продадени над 100 милиона записи по цял свят. Критиката го награждава с 5 награди „Грами“. През 2016 г. е награден с Джони Мърсър, най-високото отличие, което се връчва от Залата на славата на авторите на песни.
Роден е в Тъскиджи, щата Алабама, в семейството на Албърта Р. Фостър и Лайнъл Брукман Ричи – старши.
Ричи завършва гимназията „Джолиет Тауншип Хай Скул“, където се представя блестящо на тенис. Приема стипендия, за да играе тенис, и така записва висше образование в Тъскиджиския институт. Остава там до втората си академична година, след което напуска. Той обмисля сериозно възможностите за изучаване на богословие, с цел да стане свещеник в Епископалната църква, но в крайна сметка решава да продължи с музика.
Докато е студент в Тъскиджи, участва в сформирането на няколко ритъм енд блус групи в средата на 60-те години. През 1968 г. започва да пее и да свири на саксофон с „Комодорс“. Те подписват звукозаписен контракт с Атлантик Рекърдс през 1968 година, но след като записват една плоча, отиват при Мотаун Рекърдс, където са поддържаща група на „Джаксън Файв“. „Комодорс“ се установяват като популярна соул група. Първите им албуми са с фънк звучене, на което може да се танцува. Тази характеристика се проявява на песни като Machine Gun и Brick House. С времето Ричи започва да пише и да пее песни, които са с по-романтични и по-лесни за слушане нюанси. Примери в това отношение са Easy, Three Times a Lady и Still, както и баладата Sail On, в която става въпрос за трагична раздяла.
Към края на 70-те Ричи вече започва да приема поръчки за писане на песни от други музиканти. Негова е песента Lady на Кени Роджърс, станала хит номер едно през 1980 г., както и продукцията на Роджърсовия албум Share Your Love от следващата година. Между двамата музиканти възниква и се поддържа силна приятелска връзка, която бива проявявана по-късно. Композиторът на латино джаз и пионер в салса романтиката Ла Палабра постига международен успех с кавър версията на Lady, която се просвирва по латино денс клубовете. През 1981 г. Ричи изпява главната песен във филма Endless Love, където партнира на Даяна Рос. Издадена е като сингъл и се изкачва до върха на поп класациите в Канада, Бразилия, Австралия, Япония, Нова Зеландия и САЩ. Тя е един от най-колосалните хитове на „Мотаун“. Нейният успех насърчава Ричи да започне солова кариера през 1982 г. През 1983 г. мястото му в „Комодорс“ като главен вокалист е поето от Скайлър Джет.